# نوكيا 6303 كلاسيك
نوكيا 6303 كلاسيك (بالإنجليزية: Nokia 6303 classic)‏ هو هاتف محمول من نوكيا.

## الخصائص
- الشاشة: 240 × 320
- الوزن: 96 غرام
- الذاكرة: 18ميجابايت

1. ↑  الوصول: 27 يونيو 2018. وصلة مرجع: https://www.priceza.co.id/p/harga/nokia-6303-classic/1011497.